# Турне (річка)
Ту́рне (Турна, Кая; рос. Турне, Турна, Кая) — річка в Удмуртії (Красногорський район, Селтинський район), Росія, ліва притока Уті.
Річка починається під назвою Кая за 3,5 км на південний схід від присілку Пивовари Красногорського району. Протікає спочатку на схід, потім повертає на південний схід. Біля села Валамаз Красногорського району повертає на південний захід, після чого вже називається Турна. По території Селтинського району річка протікає всього 4,2 км під назвою Турне.
Русло вузьке, долина широка. Береги повністю заліснені, місцями заболочені. Річка приймає багато дрібних приток, серед яких найбільші права Кан та ліва В'ю. Ставків створено небагато, найбільший площею 0,15 км².
Над річкою розташоване лише село Красногорського району Валамаз. Русло двічі перетинає вузькоколійна залізниця, у Валамазі збудовано автомобільний міст.